# Temporada de tufões no Pacífico de 2019
A temporada de tufões no Pacífico de 2019 foi a temporada de tufões do Pacífico mais cara nos registos. A temporada foi bastante acima da média, produzindo 29 tempestades nomeadas, 17 tufões e cinco supertufões. Foi um evento no ciclo anual de formação de ciclones tropicais, no qual ciclones tropicais se formam no Oceano Pacífico Ocidental. A temporada decorreu ao longo de 2019, embora a maioria dos ciclones tropicais se desenvolvam tipicamente entre maio e outubro. A primeira tempestade chamada Pabuk atingiu o status de tempestade tropical em 1 de Janeiro, tornando-se a tempestade tropical mais temporã do Oceano Pacífico Ocidental, quebrando o recorde anterior que foi mantido por Tufão Alice em 1979. O primeiro tufão da temporada, Wutip, alcançou o status de tufão em 20 de fevereiro. Wutip intensificou-se ainda mais para um super tufão em 23 de fevereiro, tornando-se o mais forte tufão de fevereiro já registado, e o ciclone tropical mais forte registou-se em fevereiro no Hemisfério Norte. A última tempestade chamada Phanfone dissipou-se em 29 de dezembro, após ter feito desembarcado nas Filipinas. O índice acumulado de energia do ciclone (ECA) desta temporada foi de 269 unidades.
Outra tempestade notável, Tufão Lekima, tornou-se o segundo tufão mais caro da história da China, atrás Tufão Fitow de 2013. O tufão Hagibis tornou-se um dos ciclones tropicais mais caros da história do Japão. Tufão Halong tornou-se o tufão mais forte da temporada e também o ciclone tropical mais forte em todo o mundo em desse ano. Dois desses ciclones, Lekima e Hagibis, bem como outra notável tempestade, Tufão Faxai, foram responsáveis por uma maioria de danos catastróficos atribuído para a época, com US$ 32,4 mil milhões apenas por aqueles três ciclones tropicais. Tufão Mitag também foi responsável por quase mil milhões de prejuízos, somando até US $816 milhões.
Dentro do oceano Pacífico noroccidental, há duas agências quem de forma separada atribuem nomes aos ciclones tropicais dos quais resultam num ciclone com dois nomes. A Agência Meteorológica do Japão nomeia um ciclone tropical no que basear-se-iam na velocidade de ventos sustentados em 10 minutos de ao menos 65 km/h, em qualquer área da bacia. Enquanto o Serviço de Administração Atmosférica, Geofísica e Astronómica das Filipinas (PAGASA) atribui nomes aos ciclones tropicais os quais se movem dentro ou forma de uma depressão tropical na área de responsabilidade localizados entre 135° L e 115° L e também entre 5°-25° N, sem o ciclone tenha tido um nome alocado pela Agência Meteorológica do Japão. As depressões tropicais, que são monitoradas pelo Centro Conjunto de Avisos de Tufão dos Estados Unidos, são numerados lhes agregando o sufixo "W".

## Previsões para a temporada
| Previsões TSR Data          | Tempestades tropicais | Tufões total       | CT Intensas           | ACE          | Ref.  |
| --------------------------- | --------------------- | ------------------ | --------------------- | ------------ | ----- |
| Média (1965–2018)           | 26                    | 16                 | 9                     | 295          | [ 2 ] |
| 7 de maio de 2019           | 27                    | 17                 | 10                    | 354          | [ 2 ] |
| 5 de julho de 2019          | 25                    | 15                 | 8                     | 260          | [ 2 ] |
| 7 de agosto de 2019         | 26                    | 16                 | 8                     | 270          | [ 3 ] |
| Data de outros prognósticos |                       | Período            | Período               | Sistemas     | Ref.  |
| 7 de fevereiro de 2019      | PAGASA                | Janeiro–Março      | Janeiro–Março         | 1–2 ciclones | [ 4 ] |
| 7 de fevereiro de 2019      | PAGASA                | Abril–Junho        | Abril–Junho           | 2–4 ciclones | [ 4 ] |
| 15 de julho de 2019         | PAGASA                | Julho–Setembro     | Julho–Setembro        | – ciclones   | [ 5 ] |
| 15 de julho de 2019         | PAGASA                | Outubro–Dezembro   | Outubro–Dezembro      | – ciclones   | [ 5 ] |
| Temporada de 2019           | Previsão              | Ciclones tropicais | Tempestades tropicais | Tufões       | Ref.  |
| Actividade actual:          | JMA                   | 39                 | 20                    | 9            |       |
| Actividade actual:          | JTWC                  | 21                 | 18                    | 8            |       |
| Actividade actual:          | PAGASA                | 16                 | 8                     | 3            |       |

Durante o ano, vários serviços meteorológicos nacionais e agências científicas prognosticam quantos ciclones tropicais, tempestades tropicais e tufões formar-se-ão durante uma temporada e/ou quantos ciclones tropicais afectarão a um país em particular. Estas agências incluíram o Consórcio de Risco de Tempestade Tropical (TSR) de University College London, PAGASA e o Escritório Central de Meteorologia de Taiwan. O primeiro prognóstico do ano foi publicado por PAGASA a 7 de fevereiro, dentro das perspectivas climáticas estacionais para o período janeiro-junho. A perspectiva assinalou que se esperavam um ou dois ciclones tropicais entre janeiro e março, enquanto se esperava que dois ou quatro se desenvolvessem ou ingressassem no Área de Responsabilidade de Filipinas entre abril e junho. Ademais, PAGASA prediz uma probabilidade de 80% de uma presença débil de El Niño durante o período de fevereiro-março-abril.

## Resumo da temporada
A temporada começou com a tempestade tropical Pabuk activa ao leste da Tailândia, convertendo na tempestade tropical de formação mais temporã no Oceano Pacífico ocidental, rompendo o recorde anterior mantido pelo tufão Alice em 1979. A tempestade seguiu para o oeste durante três dias antes de cruzar ao Oceano Índico Norte. Uma depressão tropical débil formou-se para perto das Filipinas e foi nomeada Amang pela PAGASA, mas rapidamente degenerou num remanescente baixo. Um mês depois, a tempestade tropical Wutip desenvolveu-se a 18 de fevereiro. Um mês mais tarde, formou-se uma depressão tropical 03W, que foi nomeada "Chedeng" por PAGASA.

## Ciclones tropicais

### Tempestade tropical Pabuk
Uma perturbação tropical formada numa parte do sul do mar da China Meridional a 28 de dezembro de 2018, e absorveu os remanescentes da depressão tropical 35W (Usman) a 30 de dezembro. Baixo uma cisalhamento vertical do vento elevada, a área de baixa pressão permaneceu desorganizada até 31 de dezembro, quando a Agência Meteorológica do Japão (JMA) e o Centro Conjunto de Avisos de Tufão (JTWC) a elevaram a uma depressão tropical. Como foi designado 36W pelo Centro Conjunto de Avisos de Tufão, foi extraoficialmente o último sistema da temporada de tufões no Pacífico de 2018. Ao redor das 06:00 UTC de 1 de janeiro de 2019, actualizou-se à primeira tempestade tropical da temporada de tufões de 2019 e a Agência Meteorológica do Japão chamou-a Pabuk, superando a tufão Alice em 1979 para converter na tempestade tropical de formação mais temporã do oceano Pacífico noroccidental em gravar. Nesse momento, Pabuk estava a uns 650 km (405 milhas) ao sudeste da cidade de Ho Chi Minh, Vietname, e avançava lentamente para o oeste com um centro de circulação de baixo nível parcialmente exposto.
Em condições marginais que incluem temperaturas quentes da superfície do mar, excelente saída para o pólo mas forte cisalhamento vertical do vento, Pabuk lutou por se intensificar durante mais de dois dias até que acelerou do oeste a noroeste e entrou no golfo da Tailândia a 3 de janeiro, onde o cisalhamento vertical do vento foi ligeiramente mais débil. Converteu-se na primeira tempestade tropical no golfo desde Muifa em 2004. Ademais, tratou de formar um olho revelado por imagens de microondas. A 4 de janeiro, o Departamento Meteorológico da Tailândia informou que Pabuk tinha tocado terra em Pak Phanang, Nakhon Si Thammarat às 12:45 TIC (05:45 UTC), ainda que outras agências indicaram uma aterragem com uma intensidade máxima entre as 06:00 e as 12:00 UTC. Pabuk converteu-se na primeira tempestade tropical que tocou terra no sul da Tailândia desde a tempestade tropical severa Linda em 1997. Pouco depois das 12:00 UTC, a Agência Meteorológica do Japão emitiu o último aviso completo para Pabuk quando saía da bacia.
Uma das ilhas no sul da Tailândia, Koh Samui, parece ter-se salvado da maior parte da tempestade sem mortes confirmadas. As praias estavam fechadas, mas inclusive com o mau tempo acercando-se, os turistas na popular ilha no golfo da Tailândia continuaram visitando bares e restaurantes que lhes abasteciam.
No Vietname, Pabuk causou uma morte, e as perdas estimaram-se em 27.870 milhões de euros (1,2 milhões de dólares). Oito pessoas na Tailândia foram assassinadas, e as perdas estimadas no país estavam a ponto ฿ 3,2 bilhão (US $ 100 milhões). Pabuk também matou a um em Malásia.

### Depressão tropical 01W (Amang)
O Centro Conjunto de Avisos de Tufão majorou uma perturbação ao norte de Bairiki a uma depressão tropical com a designação 01W a fins de 4 de janeiro e esperava certa intensificação. mas não conseguiu se desenvolver e o Centro Conjunto de Avisos de Tufão o rebaixou novamente a uma perturbação a 6 de janeiro. O sistema continuou a deriva para o oeste durante duas semanas sem desenvolvimento. A 19 de janeiro, a Agência Meteorológica do Japão melhorou o área de baixa pressão a uma depressão tropical quando já estava localizada a uns 200 km (120 mi) ao oeste de Palau.
A depressão provocou indirectamente deslizamentos de terra e inundações repentinas em Davao Oriental, matando a 2 e deixando 1 desaparecido. As perdas financeiras localizaram-se em PH₱ 2.73 milhões (US$ 51,800)..

### Tufão Wutip (Betty)
Um área de baixa pressão se formou ao sul das Ilhas Marshall a 16 de fevereiro. Depois começou a organizar-se gradualmente enquanto movia-se para o oeste, ao sul dos Estados Federados da Micronésia. A Agência Meteorológica do Japão (JMA) alterou-o para uma depressão tropical a 18 de fevereiro, e o Centro Conjunto de Avisos de Tufão (JTWC) seguiu-o ao dia seguinte. Para 20 de fevereiro, a depressão tropical tinha-se intensificado numa tempestade tropical, recebendo o nome de Wutip da Agência Meteorológica do Japão. Para 21 de fevereiro, Wutip converteu-se numa tempestade tropical severa, antes de intensificar-se num tufão mais tarde nesse dia. A 23 de fevereiro, Wutip intensificou-se ainda mais, atingindo a sua intensidade máxima inicial como um supertufão equivalente na categoria 4 com ventos sustentados máximos de 10 minutos de 185 km/h (115 mph), ventos sustentados de 1 minuto de 250 km/h (155 mph), e uma pressão mínima de 925 hPa (mbar), enquanto passa ao sudoeste de Guam, superando ao tufão Higos de 2015 como o tufão mais forte registado em fevereiro. Wutip submeteu-se a um ciclo de substituição da parede do olho pouco depois, debilitando-se em intensidade à medida que fazia-o.
O tufão finalizou o seu ciclo de substituição da parede do olho a 24 de fevereiro e, a princípios de 25 de fevereiro, Wutip atingiu a sua intensidade máxima como um supertufão equivalente à categoria 5, com ventos sustentados máximos de 10 minutos de 195 km/h (120 mph), 1- ventos sustentados por minuto de 260 km/h (160 mph) e uma pressão central mínima de 915 hPa (mbar). A 26 de fevereiro, Wutip entrou num ambiente hostil com moderada cisalhamento vertical do vento (VWS) e começou a debilitar-se. Ao mesmo tempo fazendo outro giro para o oeste, ao dia seguinte, Wutip debilitou-se até converter-se numa depressão tropical e perdeu a maior parte da sua conveção. A 28 de fevereiro, PAGASA deu-lhe a Wutip o nome de "Betty" quando a tempestade entrou no mar das Filipinas. Pouco depois, Wutip entrou num ambiente mais hostil, com cisalhamento vertical do vento muito alta (40-50 nós (45-60 mph; 75-95 km/h) e temperaturas mais baixas na superfície do mar, e a tempestade debilitou-se rapidamente até que se dissipou a 2 de março.
As estimativas preliminares de danos em Guam foram de US $ 1.3 milhões (2019 USD).

### Depressão tropical 03W (Chedeng)
Em 14 de março, formou-se a depressão tropical 03W sobre os Estados Federados da Micronésia. Durante os seguintes dias, o sistema desviou-se para o oeste, enquanto organizava-se gradualmente. A princípios de 17 de março, a depressão tropical entrou no área de responsabilidade de PAGASA no mar das Filipinas e, em consequência, a agência atribuiu o nome de Chedeng à tempestade, pouco antes de tocar terra em Palau. Às 5:30 PST de 19 de março, Chedeng tocou terra em Malita, Davao Ocidental. Chedeng debilitou-se rapidamente após tocar terra nas Filipinas, degenerando num remanescente baixo o 19 de março. Os remanescentes de Chedeng continuaram debilitando-se enquanto avançavam para o oeste, dissipando sobre o sul do mar de Sulu a 20 de março.

### Tempestade tropical Sepat (Dodong)
Em 17 de junho, a Agência Meteorológica do Japão iniciou avisos sobre uma depressão tropical que se formou sobre as Ilhas Carolinas. Ao dia seguinte, a depressão tropical curvou-se para o este, antes de se deter no Pacífico aberto. A 21 de junho, a depressão tropical retomou um lento movimento para o noroeste. Às 19:00, hora regular das Filipinas (07:00 UTC), a 22 de junho, a depressão tropical entrou no área de responsabilidade de PAGASA no mar das Filipinas, ao este-nordeste de Guiuan; no entanto, PAGASA não reconheceu a tempestade como uma depressão tropical. Durante os seguintes dois dias, a tempestade tomou um rumo para o nordeste, passando para perto de Luzón a 24 de junho. A princípios de 25 de junho, a depressão tropical fortaleceu-se o suficiente como para que PAGASA reconhecesse a tempestade como um ciclone tropical, e a agência atribuiu o nome de Dodong à tempestade. Mais tarde nesse dia, Dodong começou a girar lentamente para o nordeste, após passar ao nordeste de Luzón. A princípios de 27 de junho, a tempestade começou a acercar ao continente japonês desde o sul. A 27 de junho, o sistema converteu-se numa tempestade tropical ao chegar à costa sul do Japão, e a Agência Meteorológica do Japão chamou-o Sepat. Nesse dia, Sepat seguiu para o este ao longo da costa sul de Japão. A 28 de junho, o sistema fez a transição a um ciclone extratropical.

### Depressão tropical 04W (Egay)
A princípios de 27 de junho, formou-se uma depressão tropical no sudoeste das Ilhas Marianas. Ao redor das 21:00, hora regular de Filipinas (09:00 UTC), a depressão tropical entrou na área de responsabilidade de PAGASA no mar das Filipinas, ao leste de Guiuan; no entanto, PAGASA não reconheceu a tempestade como uma depressão tropical. Em 28 de junho, o Centro Conjunto de Avisos de Tufão iniciou avisos no sistema e deu-lhe o identificador 04W. Ao dia seguinte, PAGASA chamou à depressão "Egay".

### Tempestade tropical Mun
Em 1 de julho, uma área de baixa pressão formou-se numa depressão tropical no Mar do Sul da China, perto de Ainão e das Ilhas Paracel. O sistema gradualmente se organizou enquanto se dirigia para leste. No dia seguinte, a depressão tropical se fortaleceu para uma tempestade tropical, e a JMA nomeou a Tempestade tropical Mun. Mais tarde naquele dia, a tempestade tropical Mun fez desembarque na Ilha de Ainão. No entanto, o JTWC ainda reconheceu Mun como uma depressão de monção e não a classificou como um ciclone tropical por mais um dia. No final de 3 de julho, após a tempestade quase ter atravessado o Golfo de Tonkin até a costa do Vietname, o JTWC classificou a tempestade como uma tempestade tropical e deu início a alertas no sistema, afirmando que Mun havia se organizado o suficiente para ser considerado um ciclone tropical. Entre 4:30-5:00 TIC em 4 de julho (21:30-22:00 UTC em 3 de julho), Mun fez desembarque na província de Thái Bình, no norte do Vietname, depois, Mun moveu-se para o interior enquanto enfraquecia, antes de se dissipar no final de 4 de julho.
Uma ponte no distrito de Tĩnh Gia foi danificada pela tempestade, que matou duas pessoas e deixou três feridas. Os danos de um polo elétrico no distrito de Trấn Yên foram de ₫ 5.6 bilhões (US $ 240.000).

### Tempestade tropical Danas (Falcon)
Em 12 de julho, uma área de baixa pressão formou-se perto das Ilhas Marianas. Durante os próximos dias, o sistema lentamente se moveu para o oeste, enquanto gradualmente se organizava. No início de 14 de julho, a área de baixa pressão se organizou para uma depressão tropical a sudoeste das Ilhas Marianas. Mais tarde naquele dia, a depressão tropical entrou na área de responsabilidade das Filipinas, e a PAGASA deu ao sistema o nome de Falcon. Depois disso, o sistema continuou a se organizar enquanto se aproximava de Luzon. Em 16 de julho, a depressão tropical se fortaleceu para uma tempestade tropical, e a AMJ nomeou o sistema Danas. Pouco depois, às 12:00 UTC daquele dia, o JTWC classificou Danas para uma tempestade tropical. Às 12:30 da manhã de 17 de julho (PST), a PAGASA informou que Danas (Falcon) havia feito desembarque em Gattaran, Cagayan e deu um loop sobre terra. No entanto, o centro de circulação de Danas ainda permaneceu ao largo da costa de Luzon, e o JMA e o JTWC ambos afirmaram que afinal Danas não fez um desembarque. O cisalhamento do vento do Nordeste deslocou grande parte das áreas de convecção de Danas para oeste, e uma área de baixa pressão formou-se a leste de Luzon. Isto levou à formação de outra área de baixa pressão sobre o oeste das Filipinas. Esta baixa se tornaria a depressão Tropical Goring. Em 19 de julho, a AMJ informou que Danas atingiu o seu pico de intensidade com ventos máximos sustentados de 85 km/h. Mais tarde naquele dia, o Danas começou a enfraquecer. Em 20 de julho, por volta das 13:00 UTC, Danas fez desembarque na província de Jeolla do Norte, Coreia do Sul, Antes de se enfraquecer para uma depressão tropical logo depois. Às 12:45 UTC de 21 de julho, Danas fez a transição para uma baixa extratropical no Mar do Japão, e a AMJ emitiu o seu último Aviso sobre a tempestade.
Nas Filipinas, quatro pessoas foram mortas após Danas ter desencadeado inundações no país. Os danos agrícolas nos Negros ocidentais foram calculados em ₱19 milhões (us$372.000), enquanto os danos agrícolas em Lanao Norte atingiram ₱277,8 milhões (us$5,44 milhões). Danas causou intempéries em toda a Coreia do Sul; no entanto, os seus efeitos foram relativamente menores. As chuvas fortes atingiram 329,5 mm em Geomun-do. Um homem morreu depois de ser varrido por fortes ondas no Condado de Geochang. Os danos na província de Jeolla do Sul foram de W395 milhões (us$336.000), enquanto os danos na Ilha de Jeju até W322 milhões (us$274.000). Além disso, a Danas também provocou inundações repentinas em Kyushu. Um rapaz de 11 anos foi morto.

### Tufão Hagibis
O tufão Hagibis, foi um grande e caro ciclone tropical que causou destruição generalizada no Japão. A trigésima oitava depressão, nono tufão e terceiro supertufão da temporada de tufões do Pacífico de 2019, foi o tufão mais forte a atingir o Japão continental em décadas e um dos maiores tufões já registrados, com um diâmetro máximo de força de vendaval de 825 nmi (949 mi; 1,528 km). O tufão chamou a atenção da mídia global, pois afetou muito a Copa do Mundo de Rugby de 2019, sediada no Japão. Hagibis também foi o tufão mais mortífero a atingir o Japão desde o tufão Fran em 1976.
Hagibis se desenvolveu a partir de um distúrbio tropical localizado a algumas centenas de quilômetros ao norte das Ilhas Marshall em 2 de outubro de 2019. O Joint Typhoon Warning Center emitiu um alerta vermelho de formação de ciclone tropical - observando que o distúrbio pode sofrer uma rápida intensificação ao ser identificado como uma depressão tropical. No dia seguinte, 3 de outubro, tanto a Agência Meteorológica do Japão quanto o Joint Typhoon Warning Center começaram a emitir alertas sobre a depressão tropical 20W. A depressão manteve a mesma intensidade enquanto viajava para o oeste em direção às Ilhas Marianas em 4 de outubro, mas em 5 de outubro, 20W começou a sofrer uma rápida intensificação e no início daquele dia, o sistema foi emitido com o nome "Hagibis" pela JMA, que significa velocidade em filipino. As temperaturas da superfície do mar e o cisalhamento do vento tornaram-se extremamente favoráveis para a ciclogênese tropical e Hagibis começou uma intensificação extremamente rápida em 6 de outubro e se tornou um supertufão de categoria 5 em menos de 12 horas - o segundo da temporada de tufões de 2019 no Pacífico. Aproximando-se das áreas desabitadas das Ilhas Marianas, Hagibis exibiu excelente convecção, bem como uma circulação bem definida. O sistema desenvolveu um olho pinhole e pousou nas Ilhas Marianas do Norte com intensidade máxima, com ventos sustentados de 195 km/h em 10 minutos. e uma pressão central de 915 hPa (27,02 inHg ).

### Tufão Kammuri (Tisoy)
O tufão Kammuri ("tufão Tammuri"), conhecido nas Filipinas como tufão Tisoy ("tufão Tisoy"), foi um ciclone tropical poderoso que afetou a Filipinas no início de dezembro de 2019.
O 28º tufão nomeado e o 16º tufão da temporada de tufões no Pacífico de 2019, Kammuri desenvolveu-se a partir de uma onda tropical situada a algumas centenas de quilômetros ao sul das Ilhas Marianas. De 25 de novembro até 27 de novembro, o sistema seguiu para oeste em um ritmo constante e ritmo de intensificação, fazendo primeiro pequenos impactos em Guam. Em 28 de novembro, o sistema intensificou-se em um tufão com as condições ambientais tornando-se marginalmente conducentes a um desenvolvimento significativo. De 29 de novembro até o final de 1 de dezembro, Kammuri foi incapaz de fortalecer as estimativas anteriores devido ao seu movimento quase estacionário como resultado de correntes de direção fracas, afloramento por conseguinte. No dia 2 de dezembro, o sistema moveu-se para o oeste a uma velocidade muito mais rápida, de 12 mph (19 km/h) e rapidamente se intensificou nas águas mais quentes do Mar das Filipinas, antes de fazer landfall na região de Bicol nas Filipinas, com o pico de intensidade como categoria 4-equivalente tufão.

### Tufão Phanfone (Ursula)
O tufão Phanfone, conhecido nas Filipinas como o tufão Ursula, foi um ciclone tropical relativamente forte que atravessou o centro das Filipinas, trazendo ventos destructivos, chuvas torrenciais na véspera de Natal e pela primeira vez desde o tufão Nock-ten em 2016. A vigésima-nona e última tempestade nomeada, também a décima-sétima e último tufão da temporada de tufões no Pacífico de 2019, as origens de Phanfone remontam a uma borrasca que se tinha formado para perto das Ilhas Carolinas, que gradualmente se organizou na depressão tropical 30W a 21 de dezembro de 2019. Movendo para o oeste, o sistema intensificou-se rapidamente numa tempestade tropical severa, ganhando o nome de Phanfone. A Administração de Serviços Atmosféricos, Geofísicos e Astronómicos das Filipinas (PAGASA) começou a monitorar a tempestade Phanfone quando ingressou na Área de Responsabilidade das Filipinas (PAR). Assinalaram que o mais provável é que o sistema se fortaleça ao menos até força de tufão de categoria 1 antes de tocar terra, e traria condições traiçoeiras em todo o país.
Como previa a Administração de Serviços Atmosféricos, Geofísicos e Astronómicos das Filipinas, Phanfone continuou se fortalecendo e desafiou todas as execuções de modelos. O sistema deixou cair mais de 20 milibares em só um par de horas, antes de tocar terra nas Visayas orientais às 06h00 UTC como um tufão equivalente de categoria 2, tudo enquanto se fortalecia. Ao atravessar a Filipinas em seu passo, Phanfone continuou mantendo a intensidade apesar dos múltiplos toques de terra e começou a desenvolver um olho às 12h45 UTC, mas devido à falta de água e a interacção constante da terra, o olho nunca se desenvolveu completamente e permaneceu nublado. Por agora, Phanfone tinha velocidades de vento sustentadas de 10 minutos de 75 nós (140 km/h; 85 mph), velocidades de vento sustentadas de 1 minuto de 95 nós (175 km/h; 110 mph) e rajadas de até 100 nós (185 km/h; 115 mph), fazendo deste sistema um furacão de categoria 2 na escala de ventos de força de furacão Saffir-Simpson, a 1 nó de ser uma categoria 3.
Ao redor das 13:00 UTC de 25 de dezembro, Phanfone começou a sair das Filipinas e fortalecido por um breve momento antes de entrar em condições difíceis, com cisalhamento do vento a 20 nós. Tanto a PAGASA como a Agência Meteorológica do Japão degradaram a Phanfone a uma tempestade tropical severa às 03h00 UTC, já que o ar frio envolveu o lado nordeste da circulação do sistema. A eminência devido ao lento movimento do sistema também fez que se debilitasse. Finalmente, a 28 de dezembro às 06h45 UTC, a PAGASA e a Agência Meteorológica do Japão emitiram os seus avisos finais sobre o sistema após que o seu centro de circulação de baixo nível ficou exposto e se debilitou por abaixo do nível de alerta.

### Outras sistemas
- JMA DT 05: Em 2 de maio, formou-se um área de baixa pressão sobre as ilhas Yap. Em 7 de maio, a Agência Meteorológica do Japão actualizou o área de baixa pressão a uma depressão tropical. A 8 de maio, a depressão tropical dissipou-se e a Agência Meteorológica do Japão emitiu o seu último aviso sobre o sistema.
- JMA DT 06: Em 10 de maio, outra depressão tropical formou-se ao leste de Mindanao, e a Agência Meteorológica do Japão iniciou avisos sobre a tempestade. Cedo ao dia seguinte, a depressão tropical começou a debilitar-se, após encontrar condições hostis enquanto continuava o seu caminho para o oeste. A 11 de maio, a depressão tropical dissipou-se para o leste de Mindanao.
- JMA DT 07: Em 7 de maio, formou-se uma depressão tropical para perto da parte sudoeste da Micronésia. Durante os seguintes dias, o sistema desviou-se lentamente para o oeste, enquanto fluctuava em intensidade. A 9 de maio, a depressão tropical experimentou um verdadeiro debilitamento. A tendência de debilitamento retomou-se a 12 de maio, à medida que o sistema deslocava-se para o noroeste. Mais tarde, no mesmo dia, a depressão tropical degenerou num remanescente baixo. No entanto, seis horas depois, a 13 de maio, o sistema regenerou-se numa depressão tropical e a Agência Meteorológica do Japão reiniciou os avisos sobre a tempestade. A 15 de maio, a depressão tropical degenerou num remanescente baixo uma vez mais. Às 12:00 UTC de 16 de maio, os restos da tempestade dissiparam-se.
- JMA DT 09: Em 26 de junho, formou-se uma depressão tropical no mar da China Oriental, para perto das ilhas Ryukyu. O sistema organiza-se gradualmente enquanto movia-se para o norte-nordeste. No entanto, o sistema encontrou condições hostis mais tarde nesse dia, degenerando num remanescente às 18:00 UTC do mesmo dia, enquanto acercava-se à península coreana. Ao dia seguinte, os remanescentes da tempestade absorveram-se na circulação da depressão tropical Dodong.

## Efeitos sazonais
Esta tabela resume todos os sistemas que se desenvolveram dentro ou se moveram para o Oceano Pacífico Norte, a oeste da Linha Internacional de data em 2019. Os quadros também fornecem uma visão geral da intensidade dos sistemas, da duração, das áreas afetadas e de quaisquer mortes ou danos associados ao sistema.
| Nome                | Datas ativo                                     | Classificação máxima       | Velocidade de vento sustentados | Pressão               | Áreas afetadas                                                                            | Danos (USD)      | Fatalidades | Refs                        |
| ------------------- | ----------------------------------------------- | -------------------------- | ------------------------------- | --------------------- | ----------------------------------------------------------------------------------------- | ---------------- | ----------- | --------------------------- |
| Pabuk               | 31 de dezembro de 2018 – janeiro 4 de 2019      | Tempestade tropical        | 85 km/h (50 mph)                | 996 hPa (29.41 inHg)  | Ilhas Natuna, Vietname, Malásia, Tailândia, Myanmar                                       | $157 200 000     | 10          | [ 17 ] [ 19 ] [ 20 ] [ 22 ] |
| 01W (Amang)         | 4 de janeiro – 22                               | Depressão tropical         | 55 km/h (35 mph)                | 1004 hPa (29.65 inHg) | Kiribati, Ilhas Marshall, Ilhas Carolinas, Filipinas                                      | $6 040 000       | 10          | [ 45 ] [ 46 ]               |
| Wutip (Betty)       | 18 de fevereiro – 2 de março                    | Tufão violento             | 195 km/h (120 mph)              | 920 hPa (27.17 inHg)  | Ilhas Carolinas, Ilhas Marianas                                                           | $3 300 000       | Nenhum      |                             |
| 03W (Chedeng)       | 14 de março – 19                                | Depressão tropical         | Não definido                    | 1006 hPa (29.71 inHg) | Ilhas Carolinas, Filipinas                                                                | $23 000          | Nenhum      | [ 47 ]                      |
| TD                  | 7 de maio – 8                                   | Depressão tropical         | Não definido                    | 1004 hPa (29.65 inHg) | Yap, Palau                                                                                | Nenhum           | Nenhum      |                             |
| TD                  | 7 de maio – 15                                  | Depressão tropical         | Não definido                    | 1006 hPa (29.71 inHg) | Ilhas Carolinas                                                                           | Nenhum           | Nenhum      |                             |
| TD                  | 10 de maio – 11                                 | Depressão tropical         | Não definido                    | 1008 hPa (29.77 inHg) | Nenhum                                                                                    | Nenhum           | Nenhum      |                             |
| Sepat (Dodong)      | 24 de junho – 28                                | Tempestade tropical        | 75 km/h (45 mph)                | 994 hPa (29.35 inHg)  | Japão, Ilhas Aleutas, Extremo Oriente Russo                                               | Nenhum           | Nenhum      |                             |
| TD                  | 26 de junho                                     | Depressão tropical         | 55 km/h (35 mph)                | 1002 hPa (29.59 inHg) | Japão, Península da Coreia                                                                | Nenhum           | Nenhum      |                             |
| 04W (Egay)          | 27 de junho – julho 1                           | Depressão tropical         | Não definido                    | 1002 hPa (29.59 inHg) | Yap, Filipinas, Taiwan, China Oriental                                                    | Nenhum           | Nenhum      |                             |
| Mun                 | 1 de julho – 4                                  | Tempestade tropical        | 65 km/h (40 mph)                | 992 hPa (29.29 inHg)  | China meridional, Vietname, Laos                                                          | $4 250 000       | 2           | [ 29 ] [ 48 ]               |
| Danas (Falcon)      | 14 de julho – 21                                | Tempestade tropical        | 85 km/h (50 mph)                | 985 hPa (29.09 inHg)  | Yap, Filipinas, Taiwan, China Oriental, Japão, Península da Coreia, Extremo Oriente Russo | $6 420 000       | 6           |                             |
| Goring              | 17 de julho – 19                                | Depressão tropical         | 55 km/h (35 mph)                | 996 hPa (29.41 inHg)  | Filipinas, Taiwan, Ilhas Ryukyu                                                           | Nenhum           | Nenhum      |                             |
| Nari                | 24 de julho – 27                                | Tempestade tropical        | 65 km/h (40 mph)                | 998 hPa (29.47 inHg)  | Japão                                                                                     | Nenhum           | Nenhum      |                             |
| Wipha               | 30 de julho – agosto 4                          | Tempestade tropical        | 85 km/h (50 mph)                | 985 hPa (29.09 inHg)  | China meridional, Vietnam, Laos                                                           | $76 830 000      | 27          | [ 49 ] [ 48 ]               |
| Francisco           | 1 de agosto – 8                                 | Tufão                      | 130 km/h (80 mph)               | 970 hPa (28.64 inHg)  | Japão, Península da Coreia                                                                | Desconhecido     | 1           | [ 50 ]                      |
| Lekima (Hanna)      | 2 de agosto – 13                                | Tufão violento             | 195 km/h (120 mph)              | 925 hPa (27.32 inHg)  | Ilhas Carolinas, Filipinas, Ilhas Ryukyu, Taiwan, Coreia do Sul, China                    | $9 280 000 000   | 90          | [ 51 ] [ 52 ] [ 53 ] [ 54 ] |
| Krosa               | 5 de agosto – 16                                | Tufão                      | 140 km/h (85 mph)               | 965 hPa (28.50 inHg)  | Ilhas Marianas, Japão, Península da Coreia, Extremo Oriente Russo                         | $20 500 000      | 3           |                             |
| TD                  | 6 de agosto – 8                                 | Depressão tropical         | 55 km/h (35 mph)                | 994 hPa (29.35 inHg)  | Filipinas                                                                                 | Nenhum           | Nenhum      |                             |
| TD                  | 17 de agosto – 18                               | Depressão tropical         | Não definido                    | 1006 hPa (29.71 inHg) | Nenhum                                                                                    | Nenhum           | Nenhum      |                             |
| TD                  | 19 de agosto – 21                               | Depressão tropical         | Não definido                    | 1004 hPa (29.65 inHg) | Ilhas Ryukyu, Taiwan, China Oriental                                                      | Nenhum           | Nenhum      |                             |
| Bailu (Ineng)       | 19 de agosto – 26                               | Tempestade tropical severa | 95 km/h (60 mph)                | 985 hPa (29.09 inHg)  | Filipinas, Taiwan, China meridional                                                       | $28 200 000      | 3           |                             |
| Podul (Jenny)       | 24 de agosto – 31                               | Tempestade tropical        | 75 km/h (40 mph)                | 992 hPa (29.29 inHg)  | Yap, Filipinas, Vietname, Laos, Tailândia, Camboja                                        | $19 240 000      | 14          | [ 48 ]                      |
| Kajiki (Kabayan)    | 30 de agosto – setembro 6                       | Tempestade tropical        | 65 km/h (40 mph)                | 996 hPa (29.41 inHg)  | Filipinas, China meridional, Vietname, Laos                                               | $76 200 000      | 10          | [ 48 ]                      |
| Lingling (Liwayway) | 31 de agosto – setembro 7                       | Tufão muito forte          | 175 km/h (110 mph)              | 940 hPa (27.76 inHg)  | Filipinas, Ilhas Ryukyu, Península da Coreia, Noroeste da China, Extremo Oriente Russo    | $235 576 000     | 8           |                             |
| TD                  | 1 de setembro – 2                               | Depressão tropical         | 55 km/h (35 mph)                | 1000 hPa (29.53 inHg) | Filipinas                                                                                 | Nenhum           | Nenhum      |                             |
| Faxai               | 2 de setembro – 9                               | Tufão muito forte          | 155 km/h (100 mph)              | 955 hPa (28.20 inHg)  | Japão                                                                                     | $8 120 000 000   | 3           | [ 55 ]                      |
| TD                  | 4 de setembro – 5                               | Depressão tropical         | Não definido                    | 1006 hPa (29.71 inHg) | Ilhas Carolinas                                                                           | Nenhum           | Nenhum      |                             |
| TD                  | 7 de setembro – 10                              | Depressão tropical         | 55 km/h (35 mph)                | 1000 hPa (29.53 inHg) | Ilhas Ryukyu, Península da Coreia                                                         | Nenhum           | Nenhum      |                             |
| Marilyn             | 10 de setembro – 13                             | Depressão tropical         | 55 km/h (35 mph)                | 996 hPa (29.41 inHg)  | Nenhum                                                                                    | Nenhum           | Nenhum      |                             |
| Peipah              | 12 de setembro – 16                             | Tempestade tropical        | 65 km/h (40 mph)                | 1000 hPa (29.53 inHg) | Ilhas Marianas, Ilhas Bonin                                                               | Nenhum           | Nenhum      |                             |
| TD                  | 15 de setembro                                  | Depressão tropical         | Não definido                    | 996 hPa (29.41 inHg)  | Japão                                                                                     | Nenhum           | Nenhum      |                             |
| Tapah (Nimfa)       | 17 de setembro – 22                             | Tufão                      | 120 km/h (75 mph)               | 970 hPa (28.64 inHg)  | Taiwan, China Oriental, Japão, Coreia do Sul                                              | $7 900 000       | 3           |                             |
| TD                  | 17 de setembro                                  | Depressão tropical         | Não definido                    | 1004 hPa (29.65 inHg) | Filipinas                                                                                 | Nenhum           | Nenhum      |                             |
| Mitag (Onyok)       | 24 de setembro – 3 de outubro                   | Tufão                      | 140 km/h (85 mph)               | 965 hPa (28.50 inHg)  | Ilhas Marianas, Taiwan, Japão, China Oriental, Coreia do Sul                              | >$816 000 000    | 22          | [ 56 ]                      |
| TD                  | 1 de outubro – 3                                | Depressão tropical         | Não definido                    | 1008 hPa (29.77 inHg) | Nenhum                                                                                    | Nenhum           | Nenhum      |                             |
| Hagibis             | 4 de outubro – 13                               | Tufão violento             | 195 km/h (120 mph)              | 915 hPa (27.02 inHg)  | Ilhas Marianas, Japão, Coreia do Sul, Extremo Oriente Russo, Ilhas Aleutas, Alasca        | >$15 000 000 000 | 98          | [ 57 ]                      |
| Neoguri (Perla)     | 15 de outubro – 21                              | Tufão                      | 140 km/h (85 mph)               | 970 hPa (28.64 inHg)  | Japão                                                                                     | Nenhum           | Nenhum      |                             |
| Bualoi              | 18 de outubro – 25                              | Tufão muito forte          | 185 km/h (115 mph)              | 935 hPa (27.61 inHg)  | Ilhas Carolinas, Ilhas Marianas                                                           | Nenhum           | Nenhum      |                             |
| TD                  | 21 de outubro – 22                              | Depressão tropical         | Não definido                    | 1008 hPa (29.77 inHg) | Nenhum                                                                                    | Nenhum           | Nenhum      |                             |
| Matmo               | 28 de outubro – 31                              | Tempestade tropical severa | 95 km/h (60 mph)                | 992 hPa (29.35 inHg)  | Filipinas, Vietname, Camboja, Laos, Tailândia                                             | $39 350 000      | 2           | [ 48 ]                      |
| Halong              | 1 de novembro – 8                               | Tufão violento             | 215 km/h (130 mph)              | 905 hPa (26.72 inHg)  | Nenhum                                                                                    | Nenhum           | Nenhum      |                             |
| Nakri (Quiel)       | 4 de novembro – 11                              | Tufão                      | 120 km/h (75 mph)               | 975 hPa (28.79 inHg)  | Filipinas, Vietname                                                                       | $49 350 000      | 24          | [ 58 ] [ 59 ] [ 48 ]        |
| Fengshen            | 9 de novembro – 17                              | Tufão muito forte          | 155 km/h (100 mph)              | 965 hPa (28.50 inHg)  | Ilhas Marshall, Ilhas Marianas                                                            | Nenhum           | Nenhum      |                             |
| Kalmaegi (Ramon)    | 9 de novembro – 22                              | Tufão                      | 130 km/h (80 mph)               | 975 hPa (28.79 inHg)  | Filipinas, Taiwan                                                                         | $12 400 000      | Nenhum      |                             |
| Fung-wong (Sarah)   | 17 de novembro – 23                             | Tempestade tropical severa | 100 km/h (65 mph)               | 990 hPa (29.29 inHg)  | Filipinas, Taiwan, Ilhas Ryukyu                                                           | Nenhum           | Nenhum      |                             |
| Kammuri (Tisoy)     | 24 de novembro – dezembro 6                     | Tufão muito forte          | 165 km/h (105 mph)              | 950 hPa (28.05 inHg)  | Ilhas Carolinas, Ilhas Marianas, Filipinas                                                | $116 000 000     | 12          |                             |
| TD                  | 26 de novembro – 28                             | Depressão tropical         | 55 km/h (35 mph)                | 1002 hPa (29.59 inHg) | Ilhas Marianas                                                                            | Nenhum           | Nenhum      |                             |
| TD                  | 28 de novembro – dezembro 1                     | Depressão tropical         | 55 km/h (35 mph)                | 1002 hPa (29.59 inHg) | Ilhas Carolinas                                                                           | Nenhum           | Nenhum      |                             |
| Phanfone (Ursula)   | 19 de dezembro – 29                             | Tufão                      | 150 km/h (90 mph)               | 970 hPa (28.64 inHg)  | Ilhas Carolinas, Filipinas                                                                | $67 210 000      | 50          | .                           |
| Totais da temporada |                                                 |                            |                                 |                       |                                                                                           |                  |             |                             |
| 50 sistemas         | 31 de dezembro de 2018 – 29 de dezembro de 2019 |                            | 215 km/h (130 mph)              | 905 hPa (26.72 inHg)  |                                                                                           | $34 141 989 000  | 388         |                             |

## Nomes dos ciclones tropicais
Dentro do Oceano Pacífico noroccidental, ambos a JMA e PAGASA atribui nomes aos ciclones tropicais que se formam no Pacífico ocidental, os quais resultam num ciclone tropical com dois nomes. O Centro Meteorológico Regional Especializado da Agência Meteorológica do Japão - Typhoon Center atribui nomes internacionais a ciclones tropicais em nome do comité de tufões da Organização Meteorológica Mundial, devem de ser revisados se têm uma velocidade de ventos sustentadas em 10 minutos de 65 km/h. Os nomes de ciclones tropicais muito destructivos são retirados, por PAGASA e o Comité de Tufões. Em caso que a lista de nomes para a região filipina esgote-se, os nomes serão tomados de uma lista auxiliar no qual os primeiros dez são publicados na cada temporada. Os nomes não usados estão marcados com cinza e os nomes em negrito são das tempestades formadas.

### Nomes internacionais
Os ciclones tropicais são nomeados da seguinte lista do Centro Meteorológico Regional Especializado em Tóquio, uma vez que atingem a força de tempestade tropical. Os nomes são contribuídos por membros da ESCAP/WMO Typhoon Committee. A cada membro das 14 nações ou territórios contribuem com 10 nomes, que se usam em ordem alfabética, pelo nome do país em inglês (por exemplo; China, Estados Federados da Micronésia, Japão, Coreia do Sul, Estados Unidos, etc.). Os seguintes 24 nomes são:
| Pabuk  | Wutip | Sepat | Mun     | Danas   | Nari   | Wipha | Francisco | Lekima | Krosa    | Bailu    | Podul     | Lingling | Kajiki   | Faxai |
| Peipah | Tapah | Mitag | Hagibis | Neoguri | Bualoi | Matmo | Halong    | Nakri  | Fengshen | Kalmaegi | Fung-wong | Kammuri  | Phanfone |       |

#### Reforma
Após a temporada, o Comité de Tufões anunciou que os nomes "Lekima", "Faxai", "Hagibis", "Kammuri" e "Phanfone" teriam de ser retiradas da atribuição de nomes de listas. Os nomes de substituição serão anunciados em 2021.

### Filipinas
A PAGASA usa os seus próprios nomes para os ciclones tropicais em sua área de responsabilidade. Eles atribuem nomes às depressões tropicais que se formem dentro da sua área de responsabilidade e outro ciclone tropical que se mova dentro da sua área de responsabilidade. Em caso que a lista de nomes dadas a um ano sejam insuficientes, os nomes da lista auxiliar seriam tomados, os primeiros dez dos quais são publicados a cada ano antes que a temporada comece. Os nomes não retirados serão usados na temporada do 2023. Esta é a mesma lista usada na temporada de 2015, com a excepção de Liwayway e  Nimfa que substituíram a Lando e Nona. Os nomes não usados estão marcados com cinza.
| Amang          | Betty    | Chedeng | Dodong | Egay   |
| Falcon         | Goring   | Hanna   | Ineng  | Jenny  |
| Kabayan        | Liwayway | Marilyn | Nimfa  | Onyok  |
| Perla          | Quiel    | Ramon   | Sarah  | Tisoy  |
| Ursula         | Viring   | Weng    | Yoyoy  | Zigzag |
| Lista auxiliar |          |         |        |        |
| Abe            | Berto    | Charo   | Dado   | Estoy  |
| Felion         | Gening   | Herman  | Irma   | Jaime  |

#### Nomes retirados
Após a temporada, a PAGASA anunciou que os nomes Tisoy e Ursula seriam retirados da lista de nomes depois que esses tufões causaram prejuízos num total combinado de 11 000 000 000 ₱ tanto em Infraestrutura e Agricultura em seus respectivos desembarques no país. Em janeiro de 2020, a PAGASA escolheu os nomes "Tamaraw" e "Ugong" para substituir Tisoy e Ursula para a temporada de 2023.